# Петрова, Штефа
Штефа Пе́трова (чеш. Štefa Petrová, настоящее имя Штепанка Свачинкова, чеш. Štěpánka Svačinková; 19 декабря 1909, Оломоуц — 14 декабря 1972, Прага) — чешская оперная певица (сопрано) и актриса

 оперетты. Жена дирижёра Вита Неедлы, затем певца Рудольфа Едлички. Заслуженная артистка Чехословакии (1958).
Обучалась вокалу в Оломоуце у Эмы Фирлингеровой и О. Улановского. В 1938—1940 гг. выступала в Праге в оперетте. В 1940 г. бежала из оккупированной гитлеровцами Чехословакии в Советский Союз, где поступила солисткой в Московский театр оперетты, выступала в Москве, затем в эвакуации в Новокузнецке. В 1944 г. вступила в чехословацкий армейский музыкальный ансамбль, созданный её мужем, пела на фронте перед солдатами. По окончании Второй мировой войны пела в оперетте в Оломоуце, затем в пражском «Театре 5 мая». В 1948—1957 гг. солистка Национального театра.
Основные партии — в операх Б. Сметаны: Итка («Далибор»), Марженка («Проданная невеста»), Блаженка («Секрет»), а также Галька («Галька» С. Монюшко), Теринка («Якобинец» А. Дворжака), Церлина («Дон Жуан» Моцарта).